# Prophet Entertainment
Prophet Entertainment (ou Prophet Posse) é uma gravadora de hip hop baseado em Memphis, Tennessee, anteriormente propriedade de DJ Paul e Juicy J. De 1991 a 1994 lança novos artistas musicais independentes ligados principalmente às vertentes da música americana tais, como, crunk, Hip hop, Gangsta rap, Southern Hip Hop e Horrorcore.
Os fundadores do grupo hip hop Three 6 Mafia DJ Paul e Juicy J, juntamente com Nick Scarfo, fundaram a gravadora Prophet Entertainment em 1991. O selo é responsável por lançar vários artistas, incluindo MC Mack, Gangsta Boo, Gangsta Blac, Three 6 Mafia, Lil Wyte, Crunchy Black. Assim ganhando reconhecimento nacional e mundial.